# Ambodimanga (Andapa)
Pour les articles homonymes, voir Ambodimanga.
Ambodimanga est une commune du nord de Madagascar, appartenant au district d'Andapa, appartenant à la région de Sava, dans la province de Diego-Suarez.

## Économie
Commune agricole, avec 95 % de la population qui travaille dans ce secteur. Les cultures sont principalement le riz, la vanille, le café et les haricots.

## Démographie
La population est estimée à environ 6 893 habitants en 2001.